# Тшемешно
Тшеме́шно (пол. Trzemeszno) — місто в західній Польщі в районі Ґнєзненських озер.

## Демографія
Демографічна структура станом на 31 березня 2011 року:
|          | Загалом | Допрацездатний вік | Працездатний вік | Постпрацездатний вік |
| -------- | ------- | ------------------ | ---------------- | -------------------- |
| Чоловіки | 3836    | 796                | 2683             | 357                  |
| Жінки    | 3964    | 752                | 2450             | 762                  |
| Разом    | 7800    | 1548               | 5133             | 1119                 |